# Isoteinon
Isoteinon là một chi bướm ngày thuộc họ Bướm nâu.